# Ablaberoides oscurifrons
Ablaberoides oscurifrons är en skalbaggsart som beskrevs av Moser 1920. Ablaberoides oscurifrons ingår i släktet Ablaberoides och familjen Melolonthidae. Inga underarter finns listade i Catalogue of Life.